# Brougham (biltyp)
Brougham var en karossmodell för tidiga bilar som hade fem till sju säten totalt. Den bakre avdelningen hadefast tak och förarsätet var helt öppet. Typen var baserad på en äldre vagntyp med samma namn, vilken i sin tur uppkallats efter den engelska adelsfamiljen Brougham.